# Główny Szlak Puszczy Kampinoskiej
 Główny Szlak Puszczy Kampinoskiej to pieszy szlak turystyczny biegnący przez całą długość Kampinoskiego Parku Narodowego.

## Opis
Główny Szlak Puszczy Kampinoskiej posiada według Lechosława Herza znaczenie ponadregionalne i przebiega przez całą długość KPN ze wschodu na zachód. Z tego też powodu według Łukasza Supergana stanowi najlepszą trasę do poznania całej puszczy.
Na jego trasie znajdują się wszystkie typy krajobrazu charakterystyczne dla Puszczy Kampinoskiej – zarówno las ze starodrzewem, jak i krajobraz pogranicza wydm i bagien. Na jego trasie znajdują się takie atrakcje jak wczesnośredniowieczne grodzisko książąt mazowieckich w rezerwacie Zamczysko, kilkusetletni Dąb Profesora Kobendzy, Sosna Powstańców z 1863 roku, cmentarz w Palmirach oraz liczne pamiątki po II wojnie światowej. Szlak kończy się w gminie Brochów i przebiega przy kościele obronnym w Brochowie oraz przy dworze w Tułowicach.
W związku z faktem, że szlaki turystyczne w KPN są przeważnie piaszczyste i co za tym idzie męczące, sugerowane jest co najmniej 2 dni na jego przejście. Po drodze możliwy jest nocleg na polu biwakowym w Roztoce lub schronisku PTSM w Łubcu, jak również w hotelu w byłej szkole cyrkowej w Julinku.
W związku z dużą liczbą szlaków łącznikowych, można jego przebycie podzielić na etapy. Szlak jest atrakcyjny o każdej porze roku, szczególnie wiosną i jesienią, gdy jest mniej dokuczliwych owadów.

## Bieg szlaku

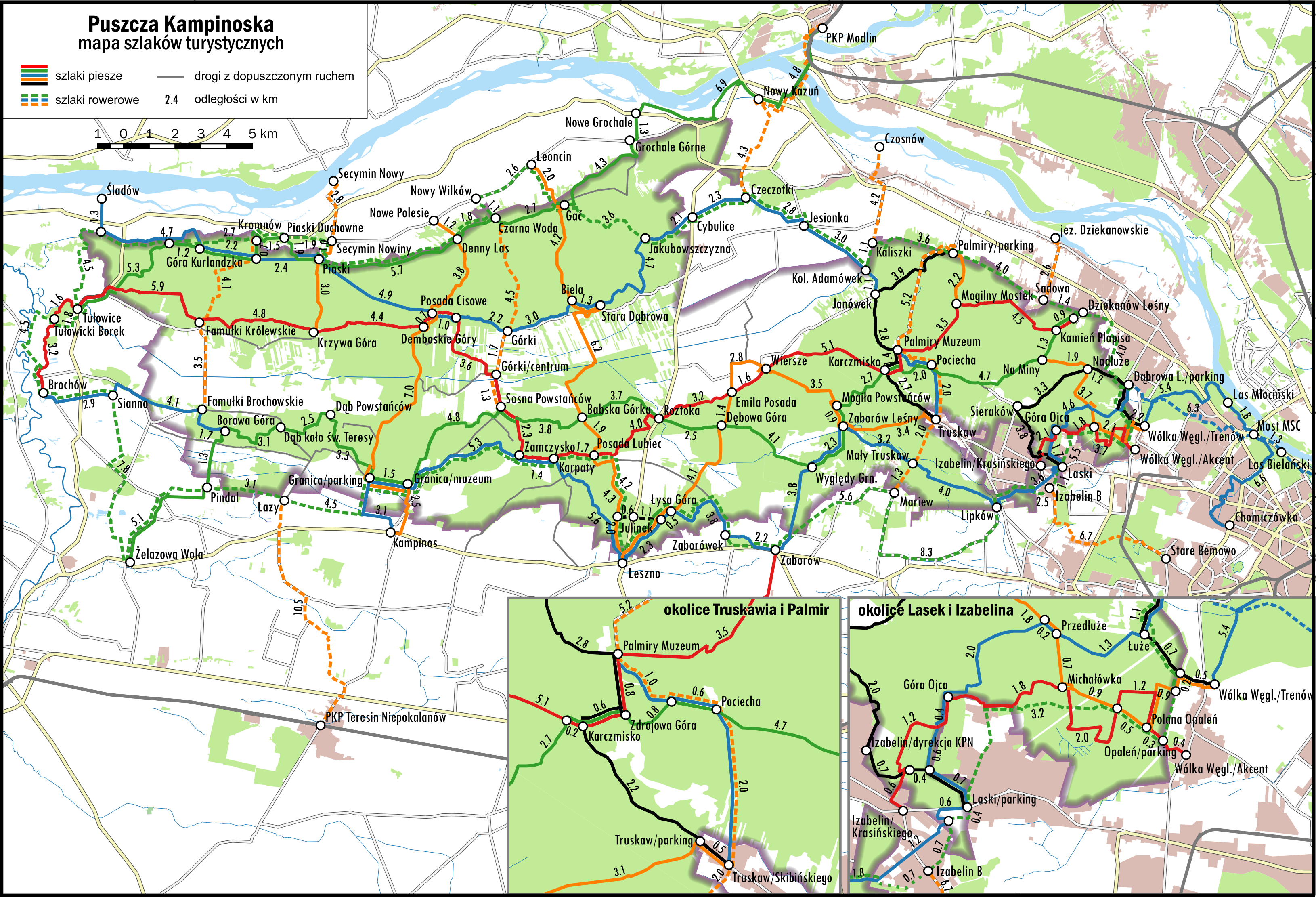
Szlaki piesze w KPN

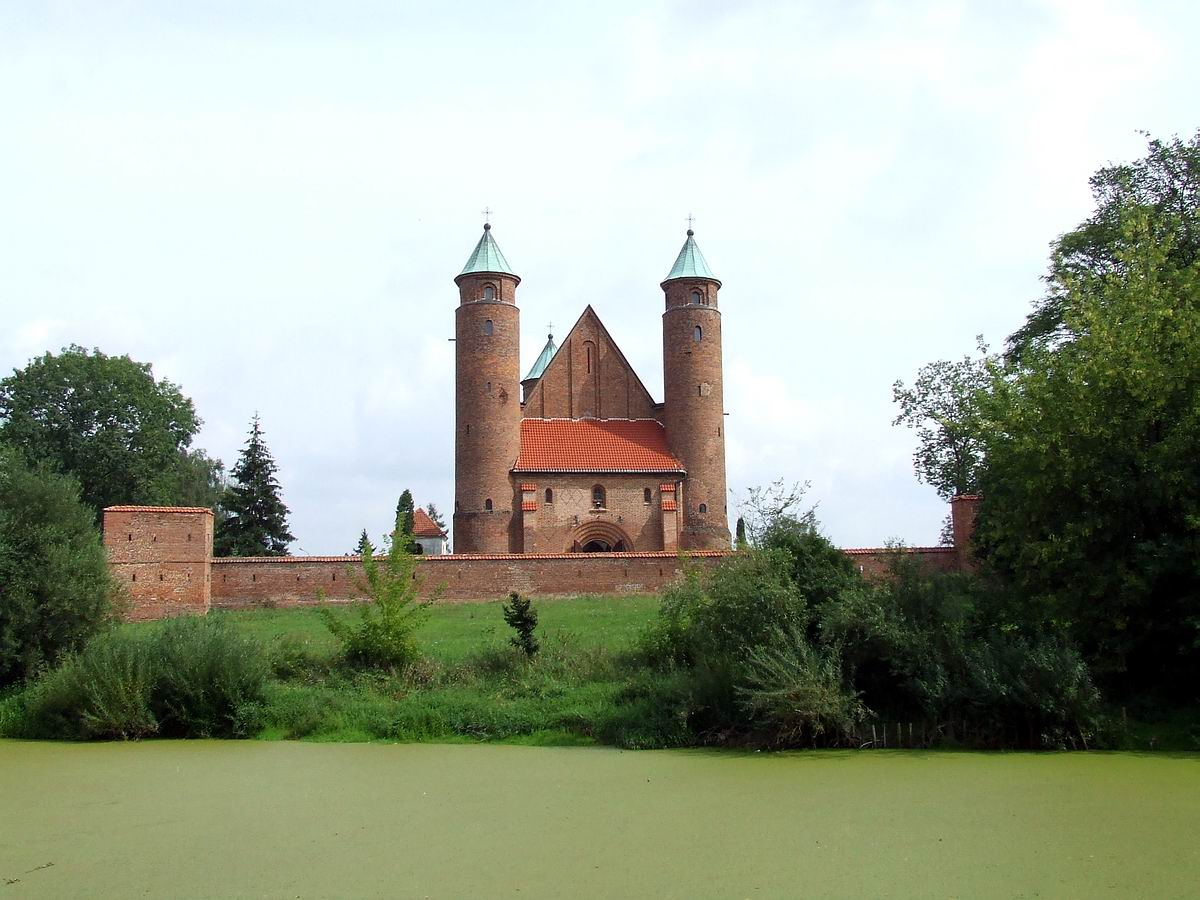
Kościół obronny z XVI w Brochowie

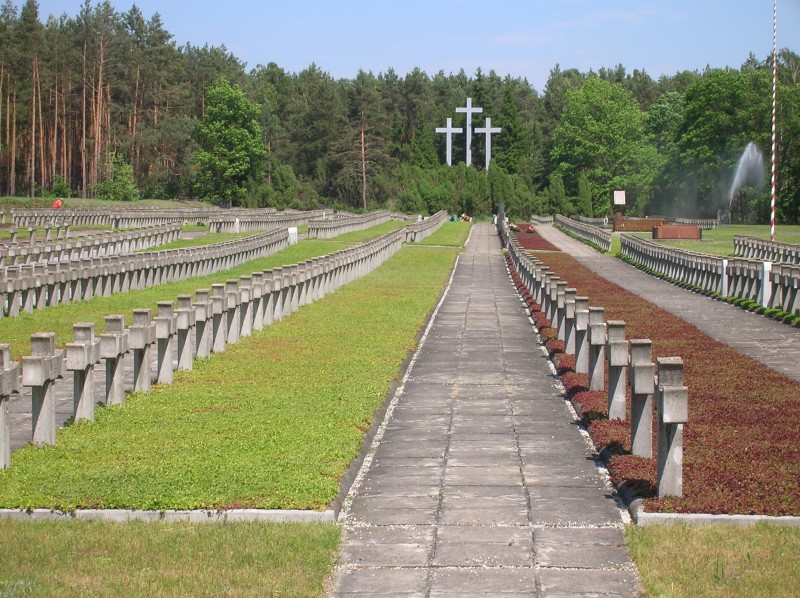
Cmentarz w Palmirach

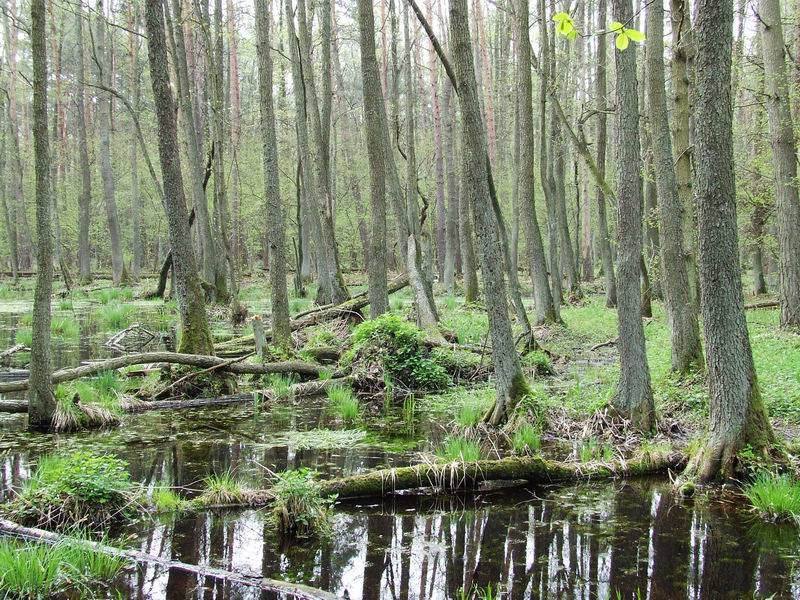
Puszcza Kampinoska w rejonie Dziekanowa Leśnego

| km   | Miejsce / Miejscowość                   | Atrakcje                                                     | Szlaki łącznikowe                                                               |
| ---- | --------------------------------------- | ------------------------------------------------------------ | ------------------------------------------------------------------------------- |
| 0,0  | Dziekanów Leśny                         |                                                              | Południowy Szlak Leśny                                                          |
| 0,7  | Uroczysko Szczukówek Uroczysko Młynisko | pomnik                                                       | Południowy Szlak Leśny                                                          |
| 5,0  | Mogilny Mostek                          |                                                              | Szlak im. Antoniego Trębickiego                                                 |
| 8,5  | Cmentarz Palmiry                        | muzeum pamięci                                               | Szlak im. Kazimierza W. Wójcickiego Palmirski Szlak Łącznikowy Mariew – Palmiry |
| 9,4  | Ćwikowa Góra                            |                                                              | Szlak im. Kazimierza W. Wójcickiego Południowy Szlak Leśny                      |
| 10,3 | Uroczysko Karczmisko Warszawska Droga   |                                                              | Południowy Szlak Leśny                                                          |
| 15,4 | Wiersze                                 | cmentarz partyzancki                                         | Szlak im. Powstańców Warszawskich                                               |
| 17,0 | Pod Wierszami                           |                                                              | Szlak im. Powstańców Warszawskich                                               |
| 20,3 | Roztoka                                 |                                                              | Południowy Szlak Leśny                                                          |
| 23,5 | Posada Łubiec                           |                                                              | Szlak im. Aleksandra Janowskiego Kampinoski Szlak Rowerowy                      |
| 25,2 | Karpaty                                 |                                                              | Południowy Szlak Krawędziowy Kampinoski Szlak Rowerowy                          |
| 26,6 | Zamczysko                               | grodzisko średniowieczne                                     | Południowy Szlak Krawędziowy Kampinoski Szlak Rowerowy                          |
| 28,8 | Górki                                   | Sosna Powstańców 1863 roku                                   | Południowy Szlak Leśny Sosna Powstańców 1863 roku – Czarna Woda                 |
| 34,5 | Posada Cisowe                           |                                                              | Północny Szlak Leśny im. Teofila Lenartowicza Szlak im. Zygmunta Padlewskiego   |
| 35,2 | Demboskie Góry                          |                                                              | Szlak im. Zygmunta Padlewskiego                                                 |
| 38,0 | Dąb Kobendzy                            | drzewo                                                       |                                                                                 |
| 39,7 | Leśniczówka Krzywa Góra                 |                                                              | Szlak Borowy                                                                    |
| 44,3 | Famułki Królewskie                      |                                                              | Famułki Brochowskie – Kromnów                                                   |
| 50,8 | Tułowice                                | Osada Puszczańska PTTK, · dwór i kapliczka z pocz. XIX wieku | Północny Szlak Krawędziowy Kampinoski Szlak Rowerowy                            |
| 55,8 | Brochów                                 | kościół z XVI w.                                             | Brochowski Szlak Łącznikowy Kampinoski Szlak Rowerowy                           |